# Цымбал, Богдан Витальевич
Богдан Витальевич Цымбал (укр. Богдан Віталійович Цимбал; род. 9 августа 1997, Сумы) — украинский биатлонист, двукратный призёр чемпионата Европы по биатлону среди юниоров в 2018 годах. Бронзовый призёр чемпионата Европы по биатлону в смешанной эстафете в 2021 году.

## Биография
Многократный призёр и чемпион Украины по биатлону. Чемпион Украины по летнему биатлону в масс-старте и гонке преследования. Дебютировал на кубке мира в сезоне 2019/2020, заняв 106 место в спринте на этапе в Оберхофе. Серебряный призёр Кубка IBU в эстафете в сезоне 2020/2021. Лучший результат на кубках и чемпионатах мира показал в 2021 году, заняв 18 место в гонке преследования на чемпионате мира.

## Результаты

### Юниорский чемпионат мира
| Год  | Место проведения | Индивидуальная | Спринт | Преследование | Эстафета |
| ---- | ---------------- | -------------- | ------ | ------------- | -------- |
| 2018 | Отепя            | 12             | 31     | 24            | 7        |
| 2019 | Осорбли          | 37             | 4      | 9             | 8        |

### Чемпионат мира
| Год  | Место проведения     | Индивидуальная | Спринт | Преследование | Масс-старт | Эстафета |
| ---- | -------------------- | -------------- | ------ | ------------- | ---------- | -------- |
| 2020 | Антхольц-Антерсельва | —              | 67     | —             | —          | —        |
| 2021 | Поклюка              | —              | 30     | 18            | —          | 5        |

## Личная жизнь
Помимо биатлона увлекается велоспортом. Женат на бывшей украинской биатлонистке Анастасии Сидоренко.